# Emmanuel Sanders
Emmanuel Sanders (Bellville, 17 marzo 1987) è un ex giocatore di football americano statunitense che ha militato nel ruolo di wide receiver nella National Football League (NFL). Fu scelto nel corso del terzo giro (82º assoluto) del draft NFL 2010 dai Pittsburgh Steelers. Al college giocò a football alla Southern Methodist University.

## Carriera

### Pittsburgh Steelers
Sanders fu scelto nel corso del terzo giro del Draft NFL 2010 dai Pittsburgh Steelers. Malgrado fosse solamente il quarto ricevitore nelle gerarchie della squadra, riuscì comunque a terminare la sua stagione da rookie con 28 ricezioni per 376 yard e 2 touchdown. Nel 2011, Sanders divenne parte integrante del corpo dei ricevitori degli Steelers, assieme ai compagni Mike Wallace e Antonio Brown, ricevendo 22 passaggi per 288 yard e 2 touchdown. Nel 2012 disputò per la prima volta tutte le sedici gare della stagione, stabilendo un nuovo primato personale con 626 yard ricevute e segnando un touchdown nella gara della settimana 9 vinta contro i New York Giants. La stagione successiva, l'ultima a Pittsburgh, portò i suoi record stagionali a 67 ricezioni, 740 yard ricevute e 6 touchdown.

### Denver Broncos
Il 15 marzo 2014, Sanders firmò coi Denver Broncos un contratto triennale del valore di 15 milioni di dollari. Dopo essere rimasto a secco nelle prime sei settimane della stagione, segnò quattro touchdown nel giro di due partite, uno contro San Francisco e tre quattro giorni dopo nella gara del giovedì notte contro San Diego in cui guidò i suoi con 120 yard ricevute. La sua stagione si chiuse al quinto posto nella NFL con 101 ricezioni e 1.404 yard ricevute, con 9 touchdown, venendo convocato per il suo primo Pro Bowl al posto dell'infortunato Julio Jones e inserito al 95º posto nella NFL Top 100, la classifica dei migliori cento giocatori della stagione.
Le prime due marcature della stagione 2015, Sanders le mise a segno nella vittoria in rimonta del secondo turno contro i Chiefs. La sua annata si chiuse al secondo posto dei Broncos con 1.135 yard ricevute e al primo, assieme a Demaryius Thomas, con 6 TD su ricezione. Denver giunse sino al Super Bowl 50 dove Sanders fu il miglior ricevitore della partita con 6 ricezioni per 83 yard nella vittoria per 24-10.
Nel 2016, Sanders ricevette 79 passaggi per 1.032 yard e 5 touchdown, venendo convocato per il secondo Pro Bowl al posto dell'infortunato Amari Cooper.
Nel settimo turno della stagione 2018 Sanders ricevette 6 passaggi per 102 yard e un touchdown nella vittoria nella gara del giovedì contro gli Arizona Cardinals, venendo premiato come miglior giocatore offensivo della AFC della settimana. A fine anno guidò i Broncos in ricezioni (71), yard ricevute (868) e touchdown su ricezione (4, assieme a Courtland Sutton).

### San Francisco 49ers
Il 22 ottobre 2019 Sanders venne ceduto ai San Francisco 49ers, in cambio di una scelta del terzo e una del quarto giro del draft NFL 2020. Nel 14º turno disputò la miglior prova stagionale nell'importante vittoria sui New Orleans Saints in cui ricevette 7 passaggi per 157 yard e un touchdown. Il 2 febbraio 2020  partì come titolare nel Super Bowl LIV ma i 49ers furono sconfitti per 31-20 dai Kansas City Chiefs.

### New Orleans Saints
Il 20 marzo 2020 Sanders firmò con i New Orleans Saints.

### Buffalo Bills
Il 16 marzo 2021 Sanders firmò un contratto di un anno con i Buffalo Bills. Nella settimana 3 segnò due touchdown su ricezione nella vittoria per 43-21 sul Washington Football Team.
Il 7 settembre 2022 annunciò il ritiro dal football giocato.

## Palmarès

### Franchigia
- Super Bowl : 1

Denver Broncos: 50
- American Football Conference Championship: 2

Pittsburgh Steelers: 2010
Denver Broncos: 2015
- National Football Conference Championship: 1

San Francisco 49ers: 2019

### Individuale
- Convocazioni al Pro Bowl: 2

2014, 2016
- Giocatore offensivo della AFC della settimana: 1

7ª del 2018